# Kráčející skála (film, 2004)
Kráčející skála (v anglickém originále Walking Tall) je americký akční film režiséra Kevina Braye z roku 2004. Jedná se o remake stejnojmenného filmu z roku 1973. V hlavních rolích se představili Dwayne Johnson a Johnny Knoxville. Podobně jako původní film je založen na opravdovém životě šerifa Buforda Pussera, jehož jméno bylo ve filmu změněno na Chris Vaughn. Umístění bylo taktéž změněno z McNairy County, Tennessee na Kitsap County, Washington, USA.